# Ausfahrt nach dem Alarm
Ausfahrt nach dem Alarm je německý němý film z roku 1896. Režisérem je Max Skladanowsky (1863–1939). V Deutsche Kinemathek se nachází 35mm kopie.

## Děj
Film zachycuje vozidla s vybavením a personálem, jak vyjíždí z požárního sboru na místo činu za velkého zájmu obyvatel včetně dětí.